# 羅氏溪鱂
羅氏溪鱂，為輻鰭魚綱鯉齒目鰕鱂亞目溪鱂科的其中一種，為熱帶淡水魚，分布於中美洲多明尼加淡水流域，體長可達5.5公分，棲息在溪流底中層水域，生活習性不明，可做為觀賞魚。

## 擴展閱讀
維基物種上的相關：羅氏溪鱂